# Abel Amón
Abel Juan Amón Delgado (Madrid, 24 de febrero de 1965) es un exjugador de baloncesto español. 

## Biografía
Con 2.05 de estatura, su destino era el baloncesto. Jugó desde niño en el puesto de pívot. Licenciado en Ciencias Económicas y Empresariales, desarrolla su carrera profesional como economista,  vinculado a Rusia, tras su etapa de jugador de baloncesto. Es hijo del poeta y crítico de arte Santiago Amón y hermano del periodista Rubén Amón.

## Trayectoria
Profesionalmente jugó la Liga Española (antecesora de la ACB) en el Obradoiro con solo 17 años, en ACB en el Estudiantes (86-87),  CB Collado Villalba (87-89) y Caja Bilbao (89-90), jugando 4 temporadas en las que disputó 59 partidos, y en Primera división jugó en Askatuak y Canoe.